# Антоніна Ржевська
Антоніна Ржевська (рос. Антонина Ржевская; 24 лютого 1861, Ржев, Тверська  губернія — 15 липня 1934, Таруса, Калузька  область — російська художниця, одна з двох живописиць-жінок, прийнятих в Товариство пересувних художніх виставок.

## Біографія
Антоніна Ржевська народилася 24 лютого 1862 року у м. Ржев, Тверська  губернія у багатій, але збіднілій дворянській сім'ї поміщиків Попових Зубцовського повіту. Її дідом з боку батька був відставний полковник Микола Попов. З боку матері дідусем був камергер і майор Іван Дмитрович Наришкін, а бабусею — хорова циганка Раїса Миколаєва. Коли родина збідніла, батько Леонард Миколайович і мама Олександра Іванівна з трьома дітьми переїжджають в 1875 році у Твер, де Антоніна вступає в Маріїнську жіночу гімназію. Після переїзду в Москву навчалась у московській четвертій жіночій гімназії. З 1880 року в якості вільної слухачки вчилася в Московському училищі живопису, творення і архітектури під керівництвом В. Є. Маковського. У цей же час брала приватні уроки у живописця Н. А. Мартинова. У 1886 році одружилася з представником древнього роду Миколою Федоровичем Ржевським (1861—1928). У шлюбі народила дочок Олену і Антоніну. Майстерня Антоніни Ржевської знаходилася спочатку в старому, а потім в новому шестиповерховому прибутковому власному будинку.

## У Товаристві пересувних художніх виставок
Ржевська почала виставляти картини на різних художніх виставках з 1892 року. У 1893 році картину «Сироти» придбав для своєї галереї відомий московський книговидавець К. Т. Солдатенков. З 1897 року Антоніна Ржевська експонувала для Товариства пересувних художніх виставок. Виставлена на ювілейній XXV виставці ТПВХ картина «Весела хвилинка» принесла Ржевській великий успіх. Ще до виставки картину придбав для своєї галереї П. М. Третьяков. Картина виставлялася без вказівки авторства. За словами внучки Ржевської Ірини Ватагіної, вона боялася ставити свій підпис на картині через дворянські забобони того часу. На XXVI виставці ТПХВ 1898 року експонувалася картина «Та виправиться молитва моя!», місцезнаходження якої наразі невідоме. У 1899 році Ржевська прийнята в членкині Товариства і стала другою і останньою жінкою-живописицею, прийнятою в Товариство. У 1913 році вийшла з Товариства, пояснивши це в листі тодішньому керівникові ТПХВ Н. Н. Дубовському тим, що віддалилася від товаришів. У 1903 році А. Л. Ржевська пише полотно «Музика». Картину придбав для своєї колекції «Переславський Третьяков», меценат І. П. Свешніков.

## Останні роки
З 1915 року Антоніна Ржевська щоліта приїжджала в Тарусу до зятя, скульптора і художника-анімаліста В. А. Ватагіна, який після подорожі по Індії звів там за власним проєктом будинок. Після смерті дружини Ніни (другої дочки Антоніни Ржевської) він одружився з сестрою Ніни Оленою. Своє життя при більшовиках Ржевська оцінювала як «абсолютну відособленість» при повному «розоренні сімейного гнізда». 
З 1920 року разом з художником-передвижником Миколою Касаткіним, що організував художню освітню студію для дітей, хворих кістковим туберкульозом, працювала в санаторії «Захар'їно» в селі Куркіно Московської області. Спеціально для санаторію Ржевська написала фреску «Діти — квіти життя». Підробляла замовленнями в кооперативі «Художник». Писала портрети (акторок Малого театру Н.Смирнової, Е. К. Лешковської, Е. Д. Турчанінової), Любові Бяліницької-Бірулі, акварелі. Картина «Дівчинка біля вікна» і акварель «Будинок в Тарусі» експоновані в Таруській картинній галереї, а також акварель «Дідусь і внучка». 
Своїм внучкам Людмилі, Ірині і Наташі художниця присвятила спогади, написані в 1931—1933 роках: «Мої внучки». 
Померла в 1934 році, похована на міському кладовищі в Тарусі, поруч — дочки Олена Польстер і Антоніна Ватагіна, зяті Адольф Польстер і Василь Ватагін, внучки Людмила Польстер і Ірина Ватагіна.

## Галерея

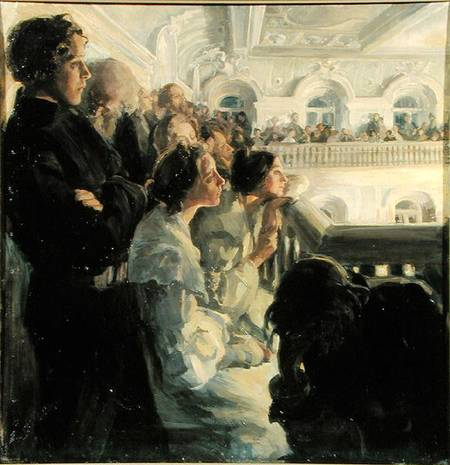
«Музика», (1903).
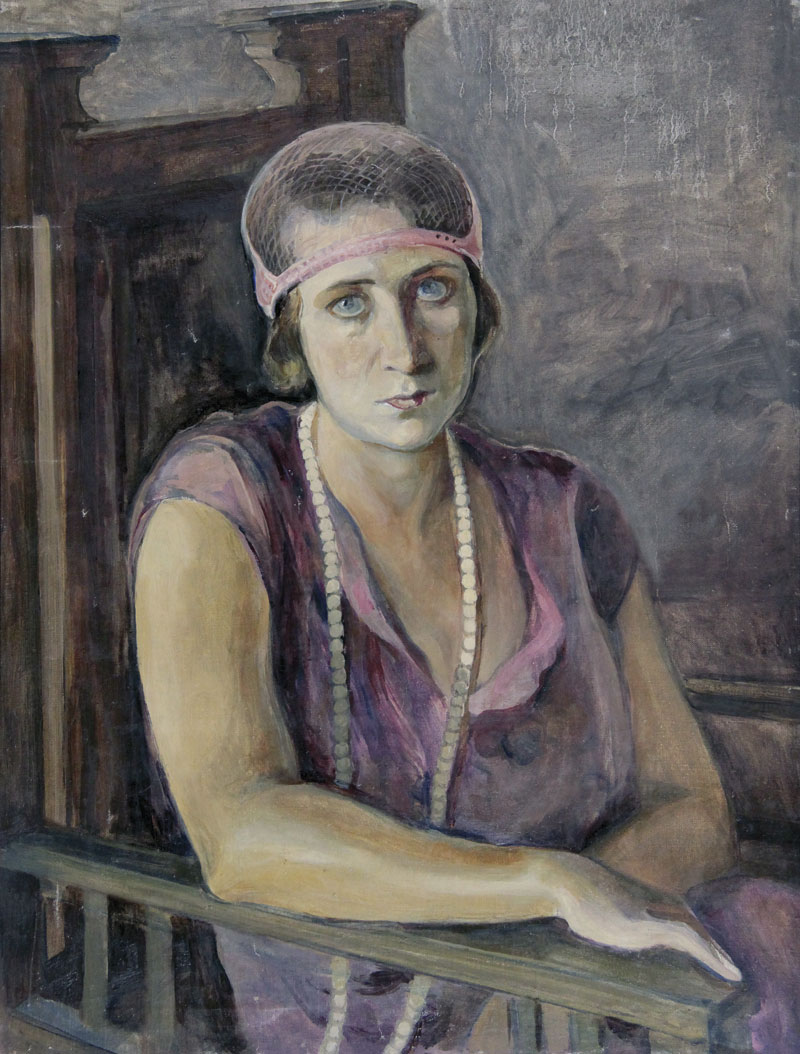
Портрет Любові Вітольдівни Бяліницької-Бірулі , початок 1930-х.
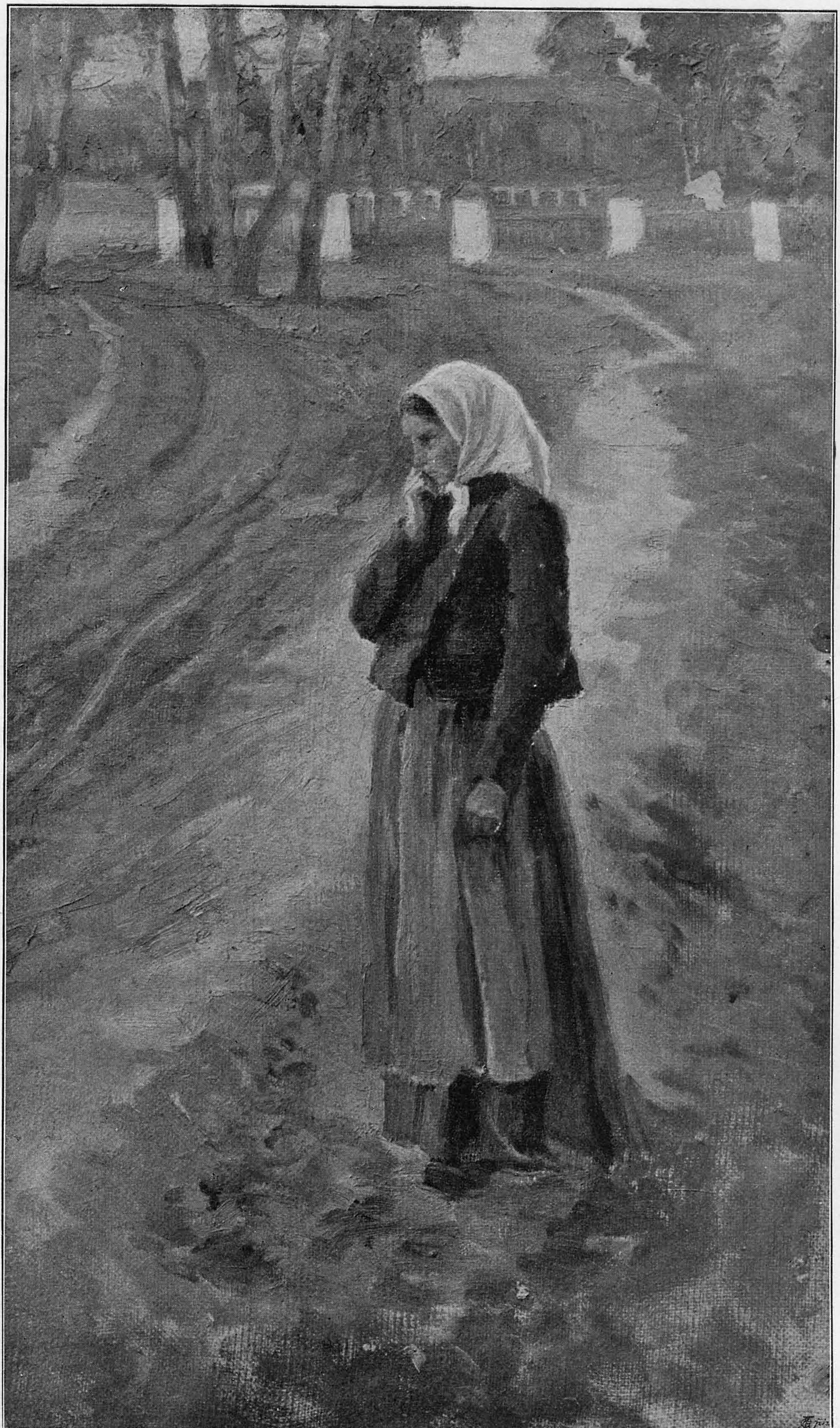
«Осінь», (1901).
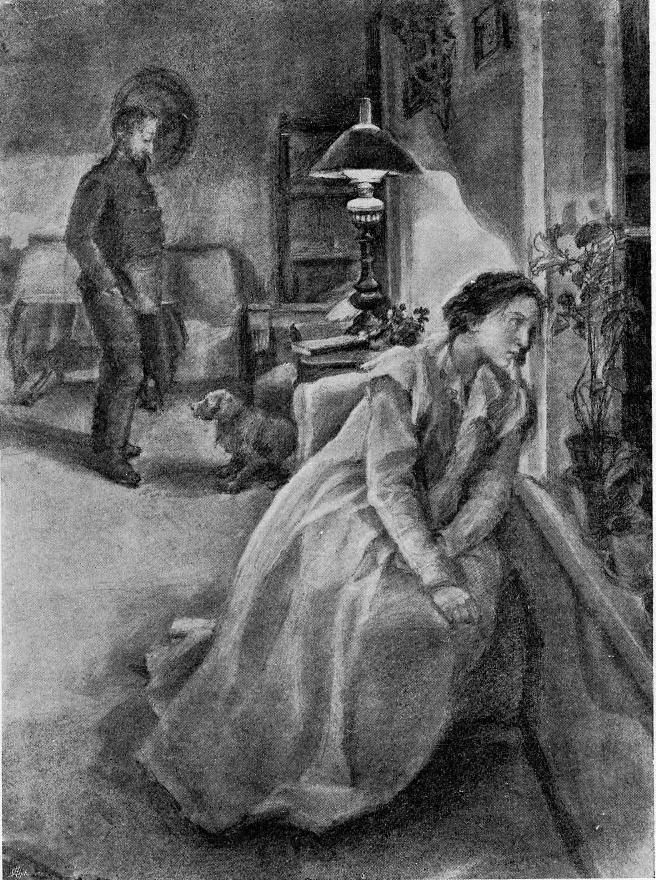
Ілюстрація до оповідання Н. П. Анненкової-Бернард «Дорожні зустрічі», (1901).
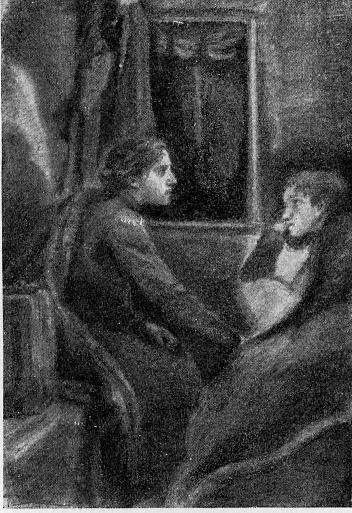
Ілюстрація до оповідання Н. П. Анненкової-Бернард «Дорожні зустрічі», (1901).